# Réserve naturelle d'État Torre Guaceto
La réserve naturelle d'État Torre Guaceto (en italien : Riserva naturale statale Torre Guaceto) est un réserve naturelle créée dans les Pouilles en 2000 sur la côte adriatique du haut Salento, à quelques kilomètres des centres de Carovigno et de San Vito dei Normanni et à 17 km au nord de Brindisi, dans la province de Brindisi,.

## Historique
Les premières actions pour protéger Torre Guaceto remontent à 1970 lorsque la marquise Luisa Romanazzi Carducci, en entrant au conseil national du WWF Italia (it), a assuré que l'association prenait ce territoire à cœur.
L'idée de construire une centrale nucléaire et un développement à des fins touristiques ayant été contrecarrée dans les années suivantes, le 18 mai 1981, le ministère des Politiques agricoles, alimentaires et forestières, vu le décret du Président de la République du 13 mars 1976, mettant en œuvre la convention internationale de Ramsar du 2 février 1975, Torre Guaceto est déclarée zone humide d'intérêt international.

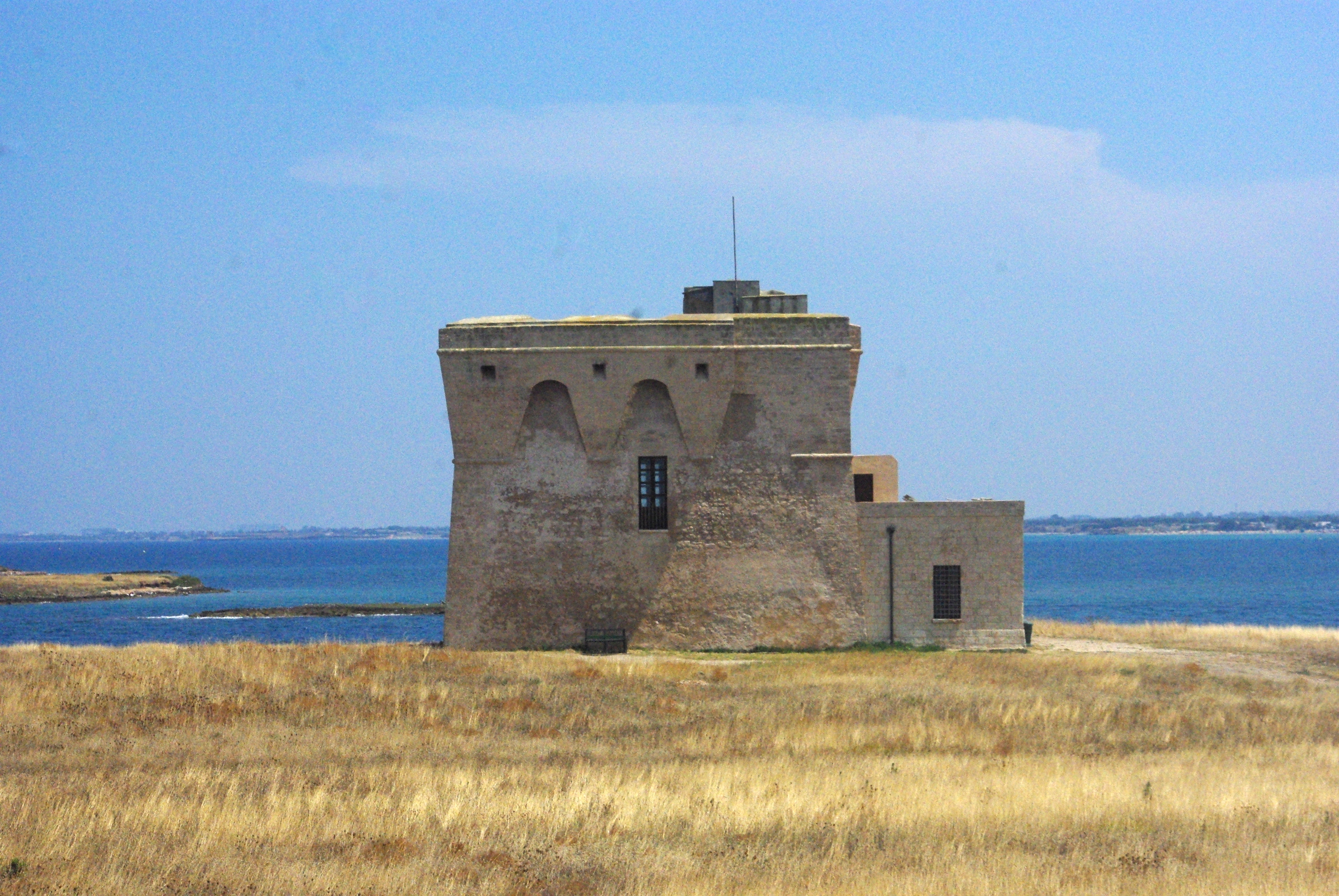
La Torre Guaceto.

En 1987, le WWF Italie, au nom du ministère de la Marine marchande, a créé le plan de faisabilité pour la création d'une réserve marine à Torre Guaceto qui est devenu réalité le 4 décembre 1991 par décret ministériel, et la zone marine protégée est confiée à l'autorité portuaire de Brindisi.
Dans le cadre du programme communautaire Réseau Natura 2000 et du programme italien correspondant Bioitaly, les Pouilles, conformément à la directive 92/43 CEE Habitat, propose Torre Guaceto comme site d'importance communautaire (SIC) en la nommant Torre Guaceto Macchia San Giovanni (abréviation IT9140005). La région des Pouilles identifie également la zone humide de Torre Guaceto comme zone de protection spéciale (ZPS) (abréviation IT9140008) conformément à la directive 79/409 CEE Oiseaux.

## Territoire
Le parc naturel d'État de Torre Guaceto s'étend sur environ 1 200 ha sur terre et présente un front de mer qui s'étend sur 8 000 m. La zone est configurée comme un rectangle plus ou moins régulier, avec une profondeur moyenne de 3 000 m, traversé et divisé par la route nationale 379.
Les systèmes qui se développent en amont et en aval de la route nationale sont profondément différents. En amont subsiste un système agricole typique de la zone, placé en continuité avec le couvert végétal extérieur à la réserve naturelle. En amont, subsiste un système agricole typique de la région du Haut-Salento, placé en grande continuité avec la couverture végétale en dehors de la réserve avec de grandes oliveraies centenaires soigneusement entretenues, division des parcelles et limitation des routes faites avec des murs en pierre sèche de pierre locale et encore dans les oliveraies, sol rouge, non couvert de végétation et non affecté par d'autres cultures.

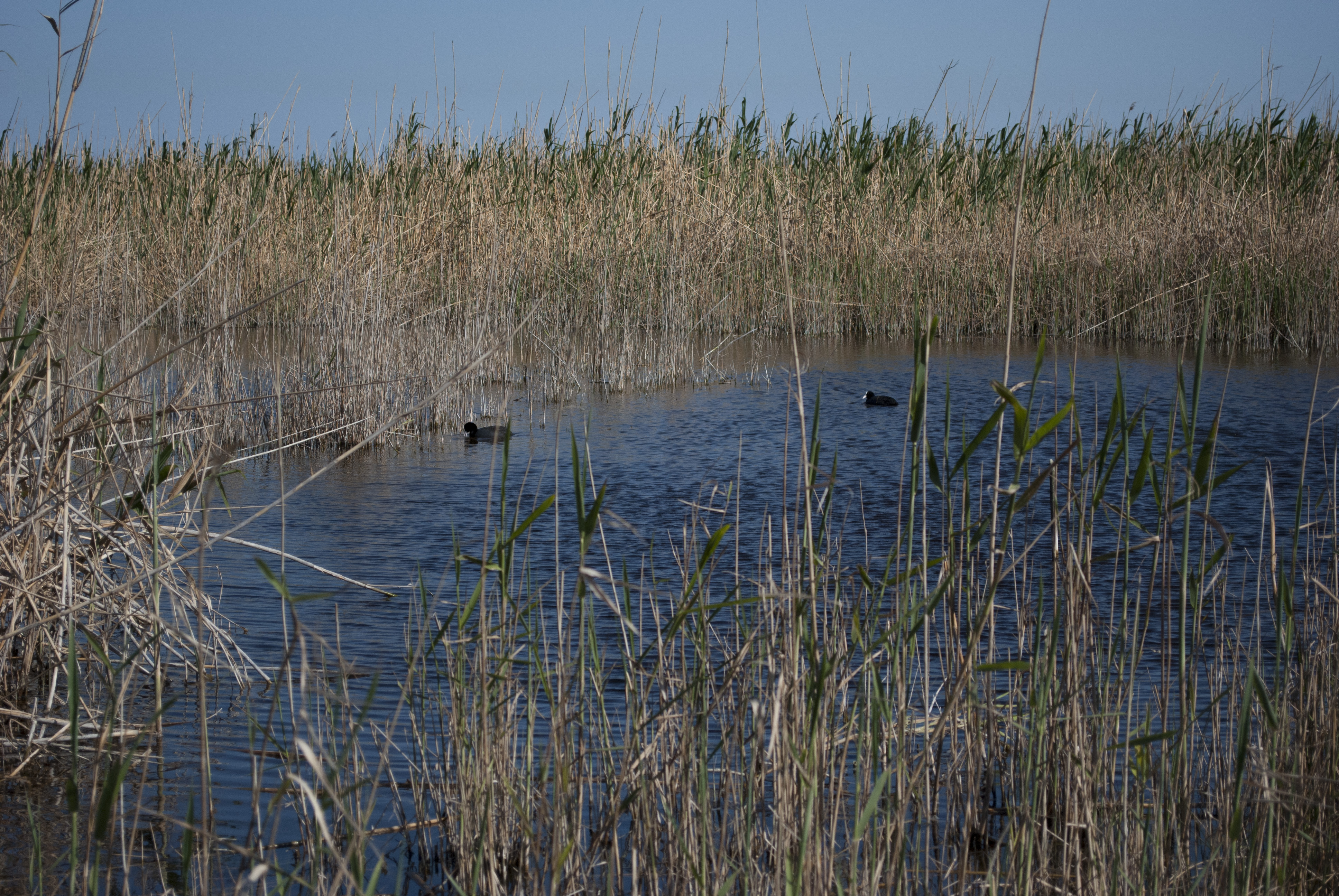
Zone humide de la réserve.

Dans la zone en aval de l’autoroute, le terrain a une connotation plus naturelle. Deux caractéristiques principales sont ici reconnaissables. Tout d'abord, dans la partie proche de la mer et sur environ la moitié de la longueur de la côte protégée de la réserve, se trouve un imposant système dunaire, conclu vers la terre par un dense maquis méditerranéen. Une grande variété d'espaces diversifiés se succède dans cette partie côtière sur quelques centaines de mètres vers l'arrière-pays. À l'intérieur se trouvent de petites zones humides qui se forment pendant et après les pluies et qui disparaissent durant les périodes plus chaudes, ainsi que quelques sources d'eau douce qui sont également saisonnières.
La succession spatiale de plages, dunes, maquis méditerranéen se termine par des zones agricoles (principalement horticoles) et quelques reboisements de faible qualité.

### Aire archéologique
Sur le territoire de la réserve naturelle, une nécropole a été découverte par hasard en 2019, qui après deux campagnes de fouilles, entre 2021 et 2022, a livré 35 tombes à incinération.

## Flore

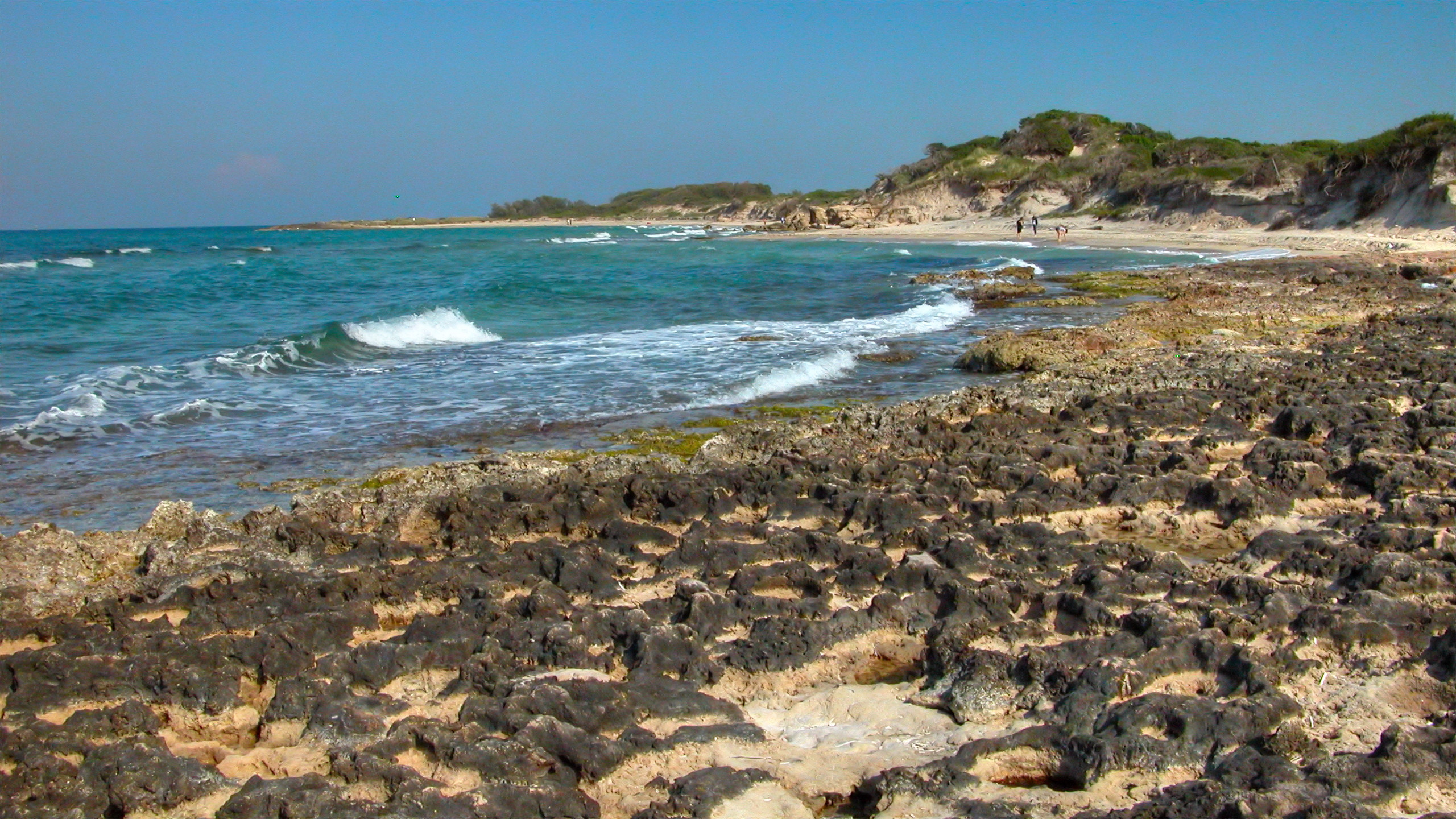
Le littoral de la réserve.

La flore actuellement connue pour la réserve est composée de 670 taxons spécifiques et sous-spécifiques, correspondant à 50 % du nombre total relatif à la flore du Salento et 29,3 % de celui relatif à la flore des Pouilles. Parmi les habitats prioritaires selon la directive habitats 92/43/CEE :
- Steppes salées méditerranéennes à Limonium (Code Natura 2000 : 1510), avec un pourcentage de couverture de l'ensemble du site de 1,40 ha (égal à 0,57 %)
- Dunes côtières à Juniperus spp (Code Natura 2000 : 2250), avec un pourcentage de couverture de l'ensemble du site de 11,55 ha (égal à 4,70 %).

## Faune
Des animaux aux caractéristiques et habitudes différentes trouvent refuge dans cet environnement. Les plus discrets et difficiles à observer sont certainement les mammifères nocturnes comme le blaireau européen, la belette d'Europe ou la fouine, qui sont généralement en sécurité le jour dans leurs terriers creusés dans le sol, bien cachés et camouflés dans la végétation.
Durant les périodes les plus chaudes de l'année, il est facile d'apercevoir des serpents inoffensifs aux bords des sentiers comme la couleuvre léopard, ainsi appelé pour sa spectaculaire livrée tachetée de brun, ou la couleuvre à quatre raies qui peut atteindre des dimensions considérables. Dans les eaux, riches en végétation submergée, abritent des reptiles comme la couleuvre à collier ou la cistude, facilement reconnaissables aux taches jaunes sur le corps sombre.
Parmi les oiseaux qui préfèrent les roseaux de Torre Guaceto comme dortoir ou lieu de repos, il y a des passereaux comme la bouscarle de Cetti ou des oiseaux plus grands comme le râle d'eau, les hérons et le butor étoilé. D'autres protagonistes de cet environnement sont les hirondelles, qui, en milliers de spécimens, séjournent dans les Pouilles lors des voyages migratoires. Parmi les oiseaux de proie, le busard des roseaux domine.
Parmi les mammifères les plus communs figurent le lièvre et le lapin sauvage, le renard, la fouine, le hérisson et les petits rongeurs comme le mulot et la souris des chênes. On y trouve également le porc-épic, le chat sauvage et le sanglier.

### Autres projets
- Aree naturali protette della Puglia (it)